# Raión de Kremenchuk
Raión de Kremenchuk (en ucraniano: Кременчуцький район) es un raión o distrito de Ucrania en la óblast de Poltava. La capital es la ciudad de Kremenchuk.
Comprende una superficie de 6101,3 km².
Su territorio fue definido en 2020 mediante la fusión de los raiones de Kremenchuk, Hlóbyne, Kozélshchyna y Seménivka, junto con la parte occidental del raión de Kobeliaky. También se unieron al raión en 2020 las ciudades de Kremenchuk y Horishni Plavni, que hasta entonces no formaban parte de ningún raión porque estaban constituidas como ciudades de importancia regional.

## Demografía
Según estimación de 2022, contaba con una población total de 387 200 habitantes.

## Subdivisiones
Tras la reforma territorial de 2020, el raión incluye doce municipios: las ciudades de Kremenchuk (la capital), Hlóbyne y Horishni Plavni, los sélyshcha de Hradyzk, Kozélshchyna, Nova Haleshchyna y Seménivka y los municipios rurales de Kamyaní Potoky, Obolón, Omelnyk, Pishchane y Pryshyb.

## Otros datos
El código KOATUU fue 5322400000. El código postal 39701 y el prefijo telefónico +380 5366.